# Dinochloa truncata
Dinochloa truncata är en gräsart som beskrevs av Elizabeth A. Widjaja. Dinochloa truncata ingår i släktet Dinochloa och familjen gräs. Inga underarter finns listade i Catalogue of Life.